# Рельєф і геологічна будова Північного Льодовитого океану
Рельєф і геологічна будова Північного льодовитого океану

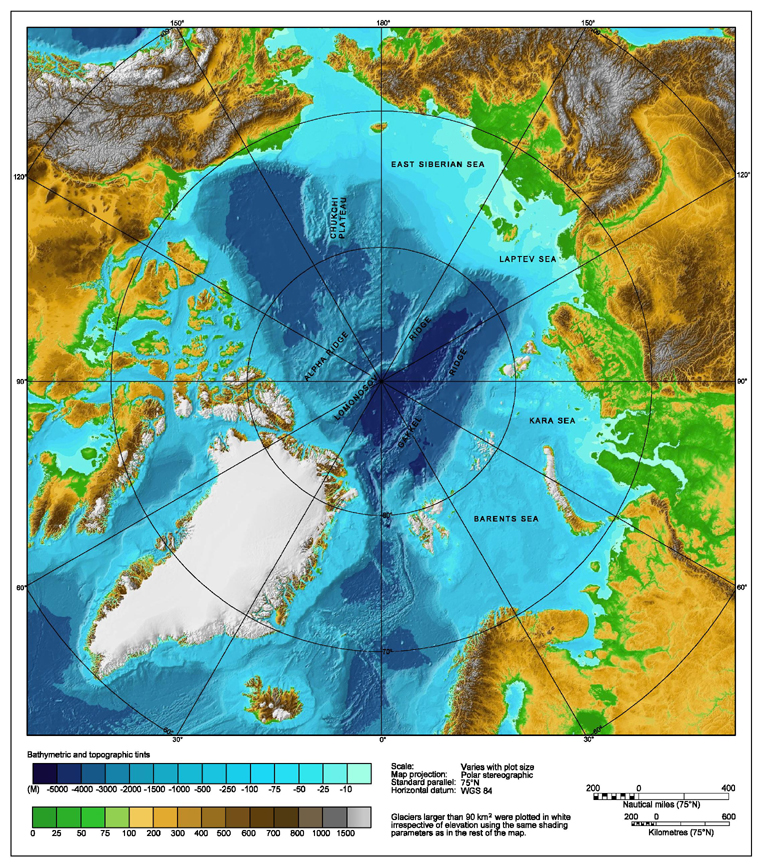
Рельєф дна Північного Льодовитого океану

Для Північного льодовитого океану характерні дуже широкі шельфи (глибиною до 500 м), які займають 55% його площі. Ширина найбільшого в світі Арктичного шельфу Євразії змінюється від 450-800 км (Лаптєво-Чукотський шельф) до 1200 км (Баренцево-Карський шельф). 
У Ґренландсько-Американському секторі, Норвезько-Ґренландському і Баффіновому басейнах шельфи відносно вузькі, від 50-100 до 300 км. Баренцево-Карський шельф обривається до глибоководних басейнів континентальними схилами з найбільшими перепадами глибин (до 2500). Найменш чітко виражений континентальний схил на північ від Новосибірських о-вів. Біля континентального схилу Норвегії розташоване обширне крайове плато (аваншельф) Вьорінґ. 
З Атлантичного в Північний льодовитий океан зигзагоподібно простягається Серединно-Арктичний хребет, який трансформними розломами розділяється на окремі ланки – хр. Кольбейнсей, Мона, Кніповича і Гаккеля. Загальна довжина Серединно-Арктич. хр. бл. 4500 км, ширина – дек. сотень км, відносні висоти від 1,0-1,5 до 3,0-3,5 км (хр. Гаккеля). По обидві сторони Серединно-Арктич. хр.  розташовуються глибоководні Ґренландська, Норвезька і Лофотенськая (глиб. 2200 3500 м) улоговини Норвезько-Ґренландського бас. і улоговини Амундсена і Нансена (3500-4500 м) Євразійського суббасейну. Амеразійський суббасейн включає Трансарктичну систему позитивних та негативних морфоструктур різного походження – поріг Ломоносова (400-1500 м), плоскогір'я Менделеєва – Альфа і Чукотське підняття (300 -1000 м), улоговини Макарова і “СП" (2500-3000 м) і обширну Канадську (3200-3900 м). У межах П.л.о. виділяються платформні блоки, складчасті зони і океанічні структури. Плити древніх платформ утворюють півн.-сх. частини Баренцево-Карського і Лаптєво-Чукотського шельфів. Морське продовження епібайкальської і епіпалеозойської плит утворюють півд. частину Баренцево-Карського шельфу, епімезозойських плит – Лаптєво-Чукотського шельфу. Шельфи П.л.о. обрамовуються і місцями перетинаються фанерозойськими складчастими системами, які виступають на узбережжі і о-вах. 
Каледонські складчасті системи простягаються вздовж узбережжя Ґренландії, Норвегії і складають зах. частину архіпелагу Шпіцберґен (Свальбард). Півн. частина Канадського Арктич. архіпелагу утворена ранньогерцинською Іннуїтською складчастою системою, на яку накладена велика западина Свердруп з потужною товщею відкладів верхнього палеозою і мезозою, прорваних соляними куполами. Зах. продовження цієї системи підстилається платформним чохлом півн. узбережжя Аляски (мис Барроу). Від мису Лісберн (Аляска) до о. Врангеля простягається підводне продовження мезозойської складчастої системи хр. Брукса. Зах. частина Новосибірських о-вів і півн. узбережжя Сх.-Сибірського і Чукотського морів також належить мезозойській складчастій системі, Чукотський п-ів і п-ів Сьюард (Аляска) представляють древній масив з докембрійським фундаментом. Архіпелаги Півн. Землі і північ п-ова Таймир належать до області байкальскої складчатости з деякими древніми масивами (Карське узбережжя, район мису Челюскін). Кряж Пай-Хой, о. Вайгач і архіпелаг Нова Земля лежать на продовженні герцинської складчастої системи Уралу. Від п-ова Канін і далі вздовж узбережжя Кольського п-ова до о. Ведмежий через Баренцеве м. тягнеться байкальська складчаста система. На зах. Шпіцберґена і в півн.-зах. периферії Канадського Арктич. архіпелагу є вияви кайнозойских дислокацій. Жолоби Баренцево-Карського шельфу (Франц-Вікторія, Св. Анна) відповідають молодим, можливо, частково відродженим рифтам, виявленим також в м. Лаптєвих.
У межах шельфів П.л.о. розвинена земна кора континентального типу макс. потужністю до 40 км. У окр. частинах Баренцево-Карського шельфу земна кора тонша, “гранітний" шар відсутній і різко збільшується потужність осадового чохла. Поріг Ломоносова, Чукотське підняття і зони континентального схилу представлені субконтинентальною земною корою потужністю до 20-25 км. Субокеанічна і океанічна земна кора (5-15 км) з базитовим фундаментом властива Євразійському суббасейну, Норвезько-Ґренландському бас. і Канадській улоговині. Потужність верх. шару земної кори, представленого неконсолідованими і слабкоущільненими осадами, змінюється від 1 до 4 км. Найбільш древня з глибоководних басейнів П.л.о. з корою океанського типу Канадська улоговина (пізня юра - початок крейди). Улоговини Макарова, “СП" і Баффінової затоки утворилися в кінці крейди, а Норвезько-Ґренландський бас. і Євразійський суббасейн в кінці палеоцену - на початку еоцену. Підняття Альфа, можливо, є аналогом внутрішньоплитних вулканічних піднять.
Донні осади П.л.о. мають перев. теригенне походження.  На шельфах це в осн. алевритові, рідше глинисті мули. У глибоководних басейнах на хребтах і відносному піднятті рельєфу розвинені піщані мули, а в улоговинах – глинисті мули. Біля континентального підніжжя поширені турбідіти.